# 喬利克 (亞利桑那州)
喬利克（英語：Choulic）是位於美國亞利桑那州皮馬縣的一個非建制地區。該地的面積和人口皆未知。

## 地理
喬利克的座標為31°40′02″N 111°46′36″W / 31.66722°N 111.77667°W，而該地的平均海拔高度為760米（即2480英尺）。